# Clube Esportivo Naviraiense
O Clube Esportivo Naviraiense é um clube de futebol brasileiro com sede na cidade de Naviraí, no estado de Mato Grosso do Sul. Foi fundado em 25 de novembro de 2005 como um sucessor da antiga Sociedade Esportiva Naviraiense.
Em sua história, conquistou um título da elite estadual e dois da segunda divisão. No contexto nacional, participou de algumas edições da Copa do Brasil e da Série D do Campeonato Brasileiro, tendo ficado conhecido pela goleada de 10 a 0 sofrida contra o Santos em 2010.

## História
O Naviraiense foi fundado em 25 de novembro de 2005 na cidade de Naviraí, tendo sido considerado como um sucessor da Sociedade Esportiva Naviraiense, clube que fazia relativo sucesso nas divisões inferiores na década de 1980.
Em 8 de julho de 2007, conquistou o primeiro título de sua história, a segunda divisão de Mato Grosso do Sul, vencendo o tradicional Comercial na final e, dois anos depois, ganhou a primeira divisão. No mesmo ano, foi o único representante do estado na primeira edição da Série D, sendo eliminado na primeira fase.
Em 10 de março de 2010, o Naviraiense disputou a Copa do Brasil pela primeira vez e ficou conhecido por ter sofrido uma goleada de 10 a 0 para o Santos. No entanto, três anos depois, recuperou-se na mesma competição e eliminou Portuguesa e Paysandu. O clube, porém, foi penalizado pelo Superior Tribunal de Justiça Desportiva e eliminado da competição. Foi também vice-campeão estadual em 2010, 2012 e 2013.
Em dezembro de 2017, o Naviraiense oficializou o licenciamento das competições profissionais, permanecendo afastado até o ano 2021, quando retornou e conquistou novamente a segunda divisão. No ano seguinte, em seu retorno à elite do estado, ficou com o vice-campeonato. Porém, em setembro, comunicou a desistência do campeonato estadual de 2023 por causa de problemas financeiros.
Em 2024, o clube retornou às atividades do futebol profissional, onde disputa a 2ª divisão do Campeonato Sul-mato-grossense de Futebol.

## Títulos
- Campeonato Sul-Mato-Grossense: 2009.[17]
- Campeonato Sul-Mato-Grossense - Série B: 2007[17], 2021 e 2024.[10]